# Carlos Zamora Pezúa
Carlos Andrés Zamora Pezúa fue un político peruano. 
Fue elegido diputado por el departamento del Cusco en 1963 en las elecciones generales de ese año en las que salió elegido por primera vez Fernando Belaúnde Terry.